# Карелски језик
Карелијски језик је језик који припада уралској групи језика. Најближи сродник му је фински језик, али то не подразумева да се говорници ова два језика разумеју. Од финског се разликује по гласовном систему (има неке гласове који нису присутни у финском), као и по недостатку утицаја савременог финског. Укупан број говорника је скоро 120 хиљада (84% говорника живи у Карелији).
Пример језика:
- (Сва људска бића рађају се слободна и једнака у достојанству и правима. Она су обдарена разумом и свешћу и треба једни према другима да поступају у духу братства).